# Idiopatická generalizovaná epilepsie
Idiopatické generalizované epilepsie (zkratka IGE) dle nové klasifikace záchvatů a epilepsií Mezinárodní ligy proti epilepsií z roku 2017 jsou nově označovány také jako "Genetické generalizované epilepsie". Starší označení idiopatické generalizované epilepsie je označení dále přípustné a stále běžně používané. Tvoří přibližně 25 % všech epilepsií. Incidence je 34-76 / 100 000. Jde o geneticky podmíněná onemocnění, která postihují jinak zdravé osoby obou pohlaví a všech ras.

## Charakteristiky IGE
- IGE se manifestují těmito typy záchvatů: typické absence, myoklonickými záchvaty a generalizovanými tonicko-klonickými záchvaty, a to buď samostatně nebo v různých komplikací.
- Většina syndromů začíná v dětství nebo adolescenci, ale výjimečně se mohou objevit i v dospělém věku.
- Většina z těchto onemocnění jsou celoživotní, některé syndromy se vážou na určité věkové období.
- Nejspecifičtější metoda k diagnostice a potvrzení onemocnění je EEG, která prokazuje generalizované epileptiformní výboje. Tyto výboje jsou často provokovány spánkovou deprivací, hyperventilací a fotostimulací. Pozadí grafu je normální.
- Zobrazovací vyšetření mozku (magnetická rezonance) je normální (bez strukturálních změn)
- Většinou dobře reagují na terapii, ale 30 % pacientů je farmakorezistentních.

## Epileptické syndromy patřící mezi IGE
- Juvenilní myoklonická epilepsie - zkratka JME, také označovaná jako Janzův syndrom
- Epilepsie s dětskými absencemi (anglicky childhood epilepsy absence - CAE)
- Juvenilní absence
- Epilepsie pouze s generalizovanými tonicko-klonickými záchvaty

### Další syndromy dříve řazené mezi IGE
- Myoklonická epilepsie v dětství
- Epilepsie s myoklonicko-astatickými záchvaty
- Epilepsie s myoklonickými absencemi
- Epilepsie s febrilními záchvaty plus
- IGE s variabilním fenotypem